# Aura å
Aura å är en av Finlands mest betydande åar. Aura å börjar vid Oripääs åsområde och rinner genom Pöytis, Aura, Lundo kommuner och S:t Karins stad till Åbo, vartefter den rinner ut i Slottsfjärden. Aura å är 70 kilometer lång och flödesvolymen uppgår till 7 kubikmeter per sekund. Det finns 11 större forsar i Aura å, av vilka Nautelaforsen i Lundo är den största. Där faller vattnet 17 meter på en sträcka om 600 meter. Den nedersta och mest vattenrika forsen är den dammbebyggda Hallis fors i Åbo.
Som i många andra vattendrag som flödar genom lermarker är även Aura å grumlig. Grumligheten orsakas av lerpartiklar och jord som sköljs ned i ån under smältsäsongen. Vattenkvaliteten är försvarlig och det största problemet kommer från övergödningen från jordbruksmarker. Aura å har dock blivit betydligt renare sedan 1970-talet och dagligen tas 50 000 kubikmeter vatten därifrån för att användas som bruksvatten och för industrins behov. Syrenivåerna i Aura å är tillräckliga till och med för laxfiskar.
Aura å är möjligtvis Egentliga Finlands mest betydande kulturmiljö. Den första bebyggelsen vid åstranden kan dateras till åtminstone 6 000 år tillbaka. Under medeltiden växte Aura ås betydelse, eftersom den ledde till Finlands dåvarande huvudstad Åbo. Det äldsta omnämnandet av Finlands och Aura ås vattenkvarnar är från år 1352.
I Åbo talar man fortfarande om den här sidan (söder om ån) (på åbofinska täl pual jokke, även Åbossa) och andra sidan (norr om ån) av staden (på åbofinska tois pual jokke, även Turussa). Benämningarna kommer ifrån att Åbo stad tidigare befann sig på åns södra sida, respektive att det svenska och finska universitetet tidigare befann sig på olika sidor.
Namnet "Aura å" kan härledas från fornsvenskans ord för vattenled, aathra. Samma ursprung har även ordet åder.